# Чингис хан (музикална група)
Чингис хан (на немски: Dschinghis Khan) е германска група, създадена в Мюнхен специално за Евровизия 1979 (проведена в Израел). Групата е класирана на четвърто място.
Най-известните им песни са Чингис хан, Москва и Пистолеро.

## История
Всичко започва през есента на 1978 г. в Мюнхен. Германският композитор Ралф Зигел, заедно с поета Бернд Майнунгер решават да напишат песен за Евровизия за следващата 1979 г.
Зигел не за пръв път композира песен за Евровизия; негова песен участва през 1974 г. в Люксембург, но не постига особен успех.
Идеята да се напише песен е на Майнунгер. Тя се харесва на Зигел, тъй като с песните на Евровизия съществува проблемът с езиковата бариера, а името „Чингис хан“ е разбираемо за всички.
Въпреки че отборът заема 4-то място, тяхното представяне в Израел е успешно. За първи път от съществуването на еврейската държава песен на немски език оглавява всички национални класации. Поради тази причина, в знак на благодарност за подкрепата „Чингис хан“ скоро записват песента „Израел, Израел“. След края на Евровизия групата става много известна и прави турнета из целия свят.

## Състав
Стив Бендер (1942 – 2006)
(вокалист, германец)
Волфганг Хайхел (род. 1950)
(вокалист, германец)
Хенриета Щробел (род. 1953)
(вокалистка, германка; била е женена за Волфганг Хайхел)
Луис Потгитер (1951 – 1993)
(танцьор, южноафриканец)
Едина Поп (род. 1941)
(вокалистка, унгарка; през 1969 г. получава награда за най-добра певица в Унгария)
Лесли Мандоки (род. 1953)
(вокалист, унгарец)

## Дискография

### Албуми
1979 – Dschinghis Khan
1980 – Rom
1980 – Viva
1981 – Wir sitzen alle im selben Boot
1982 – Helden, Schurken & der Dudelmoser
1983 – Corrida
2007 – 7 Leben
2020 – Here We Go

### Сингли
1979 – "Dschinghis Khan"
1979 – "Moskau"
1980 – "Rom"
1981 – "Pistolero"
1985 – "Mexico"
1999 – "The Story Of Dschinghis Khan"
2019 – "Die Strassen von Paris"
2020 – "Istanbul"